# Dairon Asprilla
Dairon Estibens Asprilla Rivas (Istmina, 25 maggio 1992) è un calciatore colombiano, attaccante dell'Atlético Nacional.

## Biografia
È il figlio dell'ex calciatore Faustino Asprilla.

## Carriera
Dopo aver passato i primi anni di lavoro in Colombia, giocando con l'Alianza Petrolera, l'8 dicembre 2014 firma con il Portland Timbers.

## Statistiche

### Presenze e reti nei club
Statistiche aggiornate al 27 ottobre 2024
| Stagione                 | Squadra                  | Campionato               | Campionato | Campionato | Coppe nazionali | Coppe nazionali | Coppe nazionali | Coppe continentali | Coppe continentali | Coppe continentali | Altre coppe | Altre coppe | Altre coppe | Totale | Totale |
| Stagione                 | Squadra                  | Comp                     | Pres       | Reti       | Comp            | Pres            | Reti            | Comp               | Pres               | Reti               | Comp        | Pres        | Reti        | Pres   | Reti   |
| ------------------------ | ------------------------ | ------------------------ | ---------- | ---------- | --------------- | --------------- | --------------- | ------------------ | ------------------ | ------------------ | ----------- | ----------- | ----------- | ------ | ------ |
| 2013                     | Alianza Petrolera        | PD                       | 12         | 4          | CC              | 3               | 0               | -                  | -                  | -                  | -           | -           | -           | 15     | 4      |
| 2014                     | Alianza Petrolera        | PD                       | 25         | 7          | CC              | 4               | 0               | -                  | -                  | -                  | -           | -           | -           | 29     | 7      |
| Totale Alianza Petrolera | Totale Alianza Petrolera | Totale Alianza Petrolera | 37         | 11         |                 | 7               | 0               |                    | -                  | -                  |             | -           | -           | 44     | 11     |
| 2015                     | Portland Timbers         | MLS                      | 26+6       | 1+1        | USOC            | 1               | 0               | -                  | -                  | -                  | -           | -           | -           | 33     | 2      |
| mar.-giu. 2016           | Portland Timbers         | MLS                      | 9          | 1          | USOC            | 1               | 1               |                    | -                  | -                  | -           | -           | -           | 10     | 2      |
| lug.-dic. 2016           | Millonarios              | PD                       | 16         | 2          | -               | -               | -               | -                  | -                  | -                  | -           | -           | -           | 16     | 2      |
| 2017                     | Portland Timbers         | MLS                      | 27+2       | 2+1        | USOC            | -               | -               | -                  | -                  | -                  | -           | -           | -           | 29     | 3      |
| 2018                     | Portland Timbers         | MLS                      | 17+5       | 1+1        | USOC            | 3               | 1               | -                  | -                  | -                  | -           | -           | -           | 25     | 3      |
| 2019                     | Portland Timbers         | MLS                      | 13+1       | 2+1        | USOC            | 2               | 0               | -                  | -                  | -                  | -           | -           | -           | 16     | 3      |
| 2020                     | Portland Timbers         | MLS                      | 3          | 0          |                 | -               | -               | -                  | -                  | -                  | -           | -           | -           | 3      | 0      |
| 2021                     | Portland Timbers         | MLS                      | 34+3       | 10+0       |                 | -               | -               | CCL                | 4                  | 0                  | -           | -           | -           | 41     | 10     |
| 2022                     | Portland Timbers         | MLS                      | 29         | 10         |                 | -               | -               |                    | -                  | -                  | -           | -           | -           | 29     | 10     |
| 2023                     | Portland Timbers         | MLS                      | 26         | 5          | USOC            | 1               | 0               |                    | -                  | -                  | LC          | 3           | 0           | 30     | 5      |
| gen.- giu.2024           | Portland Timbers         | MLS                      | 19         | 1          |                 | -               | -               |                    | -                  | -                  |             | -           | -           | 19     | 1      |
| Totale Portland Timbers  | Totale Portland Timbers  | Totale Portland Timbers  | 226        | 37         |                 | 8               | 2               |                    | 4                  | 0                  |             | 3           | 0           | 241    | 39     |
| lug.-dic. 2024           | Atlético Nacional        | PD                       | 13         | 2          | CC              | 3               | 1               | -                  | -                  | -                  | -           | -           | -           | 16     | 3      |
| Totale carriera          | Totale carriera          | Totale carriera          | 333        | 52         |                 | 18              | 3               |                    | 4                  | 0                  |             | 3           | 0           | 358    | 55     |

## Palmarès

### Club

#### Competizioni nazionali
- Campionato MLS: 1

Portland Timbers: 2015
- MLS is Back Tournament: 1

Portland Timbers: 2020
- Copa Colombia: 1

Atlético Nacional: 2024
- Campionato colombiano: 1

Atlético Nacional: Clausura 2024
- Súper Liga: 1

Atlético Nacional: 2025